# إيموشن (ألبوم ماريا كاري)
عواطف (بالإنجليزية: Emotions)‏ هو ثاني ألبوم إستوديو لماريا كاري المغنية والمؤلفة الأمريكية، والذي صدر في 17 سبتمبر 1991 من إنتاج تسجيلات كولومبيا. يختلف الألبوم عن نوعية ألبوم ماريا الأول الذي يحمل عنوان نفس اسمها ماريا كاري، كما يلاحظ انه كان لديها السيطرة لتكثر إبداعاً على المواد المنتجة وتم تسجيلها. بالإضافة إلى ذلك، «عواطف» كان لديه ملامح التأثيرات من مجموعة من الأنواع الموسيقية مثل موسيقى الإنجيل، والآر أند بي، والسول، والبوبو أيضاً تأثيرات من موسيقى الخمسينات والستينات والسبعينات.وقد عملت المغنية مع مجموعة متنوعة من المنتجين والكتاب، بما في ذلك «والتر آفاناسيف». بالإضافة إلى ذلك، كتبت ماريا وأنتجت اغاني في هذا الألبوم مع «كليفليز روبرت» و«ديفيد كول» و «سي + سي» و«ميوزك فاكتوري» و«الملك كارول» الذي كتبت معه أغنية واحدة.

## روابط خارجية
- عواطف على موقع أول موفي (الإنجليزية)